# Reykjavíks storstadsområde
| 1901 | 8 221   |
| 1910 | 14 534  |
| 1920 | 21 347  |
| 1930 | 33 867  |
| 1940 | 43 483  |
| 1950 | 64 813  |
| 1960 | 88 315  |
| 1970 | 106 152 |
| 1980 | 121 698 |
| 1990 | 145 980 |
| 1997 | 164 375 |
| 2000 | 175 000 |
| 2005 | 187 105 |
| 2006 | 191 612 |
| 2007 | 196 161 |
| 2008 | 197 945 |
| 2009 | 201 251 |
| 2010 | 200 907 |
| 2011 | 202 341 |

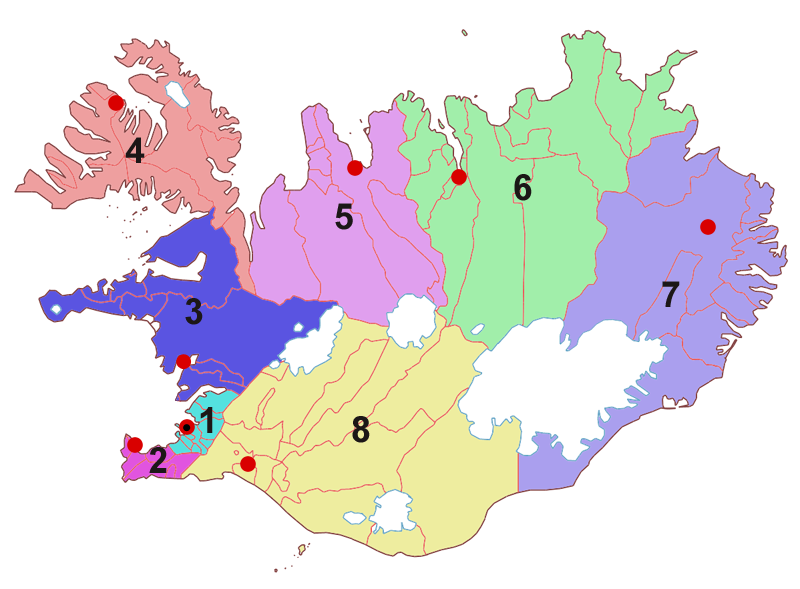
Översiktskarta, Höfuðborgarsvæðið nr 1

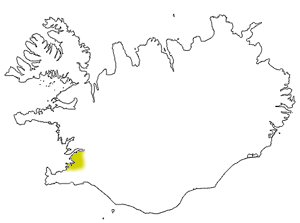
Lägeskarta

Kommunöversikt

Reykjavíks storstadsområde (Isländska: Höfuðborgarsvæðið (som betyder huvudstadsområdet), Höfuðborg eller Stór-Reykjavik) är ett område med till stor del sammanhängande bebyggelse. Det omfattar det administrativa området Reykjaviks stad samt kommunerna Álftanes, Garðabær, Hafnarfjarðarkaupstaður, Kjósarhreppur, Kópavogsbær, Mosfellsbær och Seltjarnarnes. Storstadsområdets folkmängd var 202 341 invånare (ca 2/3 av Islands befolkning) den 2 augusti 2011. Huvudstadsområdet är ett av Islands åtta  landsvæði (regioner).

## Geografi
Höfuðborgarsvæðið (storstadsområdet) ligger i landets sydvästra del och har en area av cirka 1 062 km².
Befolkningen uppgår till 201 585 invånare (2007)

## Indelning
Regionen är indelad i sju kommuner
- Reykjavík
- Garðabær
- Hafnarfjarðarkaupstaður
- Kjósarhreppur
- Kópavogsbær
- Mosfellsbær
- Seltjarnarnes

## Historia
År 1900 under Danmarks styre var Island indelat i tre amt (län) Norð (Nord), Vest (Väst) och Suð (Syd).
Sedan indelades landet i 4 fjärdingar Vestfirðingafjórðungur (Västfjordfjärdingen), Norðlendingafjórðungur (Norra fjärdingen), Austfirðingafjórðungur (Östfjordfjärdingen) och Sunnlendingafjórðungur (Södra fjärdingen).
Senare kom indelningen att gälla regioner. 1937 ökades antalet regioner till fem, 1945 till sju och 1960 till åtta regioner..
Före 2003 utgjorde regionerna även landets valkretsar innan man ändrade valkretsarnas gränser för att öka balansen vid val.
Idag används regionerna främst av statistiska skäl. Även landets postnummer följer regionerna med ett fåtal undantag.